# Jibneh Arabieh
Jibneh Arabieh (em árabe: جبنة عربية) é um queijo simples, encontrado por todo Oriente Médio, especialmente na região do Golfo Pérsico e Egito. Tem uma textura aberta e sabor leve, similar ao queijo Feta, mas menos salgado.
A produção deste queijo provém de herança dos beduínos, que usavam leite de cabra ou ovelha, embora hoje em dia usa-se leite de vaca. O Jibneh Arabieh é usado na culinária ou como queijo de mesa, na composição de uma tábua de queijos.